# 나이스 보이스
《나이스 보이스》(영어: Once Bitten)는 미국에서 제작된 1985년 청춘 코미디 공포 영화이다. 하워드 스톰이 최초로, 그리고 유일하게 연출한 극장용 장편 영화이다. 로런 허턴, 짐 캐리 등이 출연하였고, 프랭크 힐더브랜드 등이 제작에 참여하였다.
출시명은 짐 캐리의 나이스 보이스이다.

## 줄거리
총각인 고등학생 마크는 성관계를 경험해 보고 싶어하지만 여자친구 로빈은 진도를 내는 걸 꺼려한다. 마크는 친구들과 독신 남녀들이 짝을 찾는 할리우드의 싱글스 바에 갔다가 금발의 관능적인 백작 부인을 만나 그녀의 저택으로 간다.
그날 밤의 기억이 거의 없는 마크는 자신이 백작 부인과 관계를 했다고 믿는다. 하지만 실은 400살이 된 흡혈귀인 백작 부인에게 피를 빨린 상태. 백작 부인은 매년 핼러윈마다 총각인 남성의 피를 세 차례 빨아 영생을 유지하고 있는데 쾌락주의가 번진 요즘 시대에 로스앤젤레스 같은 도시에서 총각을 찾는 건 매우 어려운 일이라 찰스는 백작 부인에게 찾아온 매우 귀한 기회이다.
백작 부인은 로빈과 옷가게에 온 마크가 옷을 갈아입을 때 또 한 번 피를 빤다. 이후 마크는 생고기의 피를 마시고, 햇빛에 직접 닿는 걸 꺼려하고, 아이들 상대로 이를 드러내며 위협을 하는 등 흡혈귀에 가까운 행동을 한다.
한 번 더 물리면 끝장이라는 걸 알게 된 마크와 친구들은 백작 부인에게 맞서기 위해 저택에 가지만 이미 몸이 백작 부인의 노예가 되어있어 그녀가 시키는 대로 하게 된다. 마크는 로빈의 호소로 정신을 차리고, 로빈은 마크를 구하기 위해 마크와 흡혈귀의 관에 들어가 마크의 총각 딱지를 떼 준다.
마크는 정상으로 돌아오고, 피를 세 번째 빨 기회를 잃은 백작 부인은 순식간에 노화한다. 절망한 백작 부인을 하인이 위로하고, 마크와 로빈은 한 번 더 관계를 맺기 위해 또 관에 들어간다.

## 출연진
- 로런 허턴 - 백작 부인 역
- 짐 캐리 - 마크 캔들 역
- 캐런 코핀스 - 로빈 피어스 역
- 클리본 리틀 - 서배스천 역
- 토머스 밸러토어 - 제이미 역
- 스킵 래키 - 러스 역
- 리처드 샬 - 켄들 씨 역
- 페기 포프 - 켄들 부인 역
- 메건 멀랠리 - 수젯 역
- 디 디 레셔 - 빨래방의 여성 역

백작 부인의 흡혈귀
- 조지프 브러츠먼
- 젭 스튜어트 애덤스
- 스튜어트 차노
- 로빈 클라인
- 케리 모어
- 글렌 마우로
- 게리 마우로

## 기타 제작진
- 협력 제작: 러셀 새처
- 배역: 비비언 맥레이
- 미술: 진 루돌프
- 세트: 제리 켈터
- 의상: 질 오해너슨

## 사운드트랙

### 앨범 곡 목록
1. "Once Bitten" - 3스피드
2. "The Picture" - 후베르트 카
3. "Face To Face" - 리얼 라이프
4. "People Living In Shadows" - 프라이빗 도메인
5. "Blue Night Shadow" - 투 오브 어스
6. "Alive Or Dead" - 기프트호스
7. "Hands Off" - 마리아 비달
8. "Stop Talking About Us" - 3스피드
9. "You're On My Mind" - 케빈 맥넬리
10. "Makes Me Crazy" - 모지스 타이슨 주니어
11. "Just One Kiss" - 마리아 비달
12. "Once Bitten (Main Title Theme)" - 존 듀프레이

### 리마스터드 앨범
1. "Once Bitten (Main Title Theme)" - 존 듀프레이
2. "Once Bitten" - 3스피드
3. "The Picture" (Album Version) - 후베르트 카
4. "Face to Face" - 리얼 라이프
5. "People Living in Shadows" - 프라이빗 도메인
6. "Blue Night Shadow" - 투 오브 어스
7. "Alive or Dead" - 기프트호스
8. "Once Bitten (Parisian)" - 존 듀프레이
9. "Hands Off" - 마리아 비달
10. "Stop Talking About Us" - 3스피드
11. "You're On My Mind" - 케빈 맥넬리
12. "Makes Me Crazy" - 모지스 타이슨 주니어
13. "Just One Kiss" - 마리아 비달
14. "Once Bitten (Rockin')" - 존 듀프레이
15. "Angel 07 (English Version)" - 후베르트 카
16. "Angel 07" - 후베르트 카
17. "Face to Face (Extended Mix)" - 리얼 라이프
18. "Just One Kiss" - 릭 스프링필드
19. "The Picture (Soundtrack Version)" - 후베르트 카